# Camponotus hapi
Camponotus hapi é uma espécie de inseto do gênero Camponotus, pertencente à família Formicidae.